# 홀메가르드 활

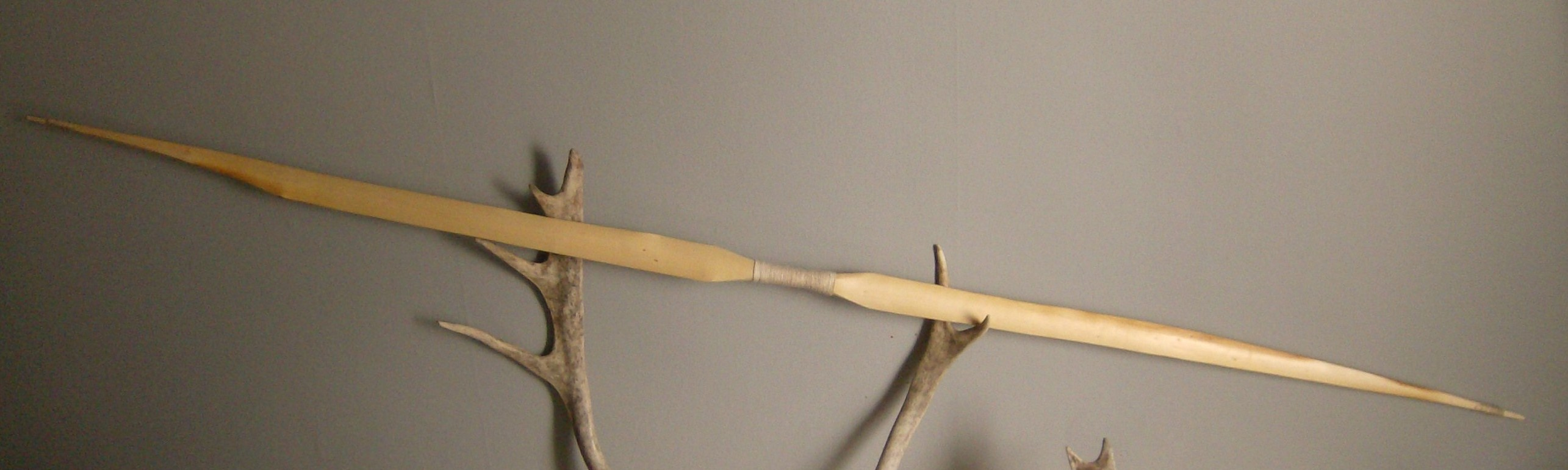

홀메고르 활(Holmegaard bow)은 북유럽의 수렁 속에서 발견되는 중석기 시대의 환목궁 유물이다. 그 중 가장 오래된 것이 발견된 덴마크의 홀메고르 지방의 이름을 따서 이렇게 부른다. 홀메고르의 활은 현재까지 발견된 궁술 유물 중 세계에서 가장 오래된 것이다.